# Ignacio Ávila

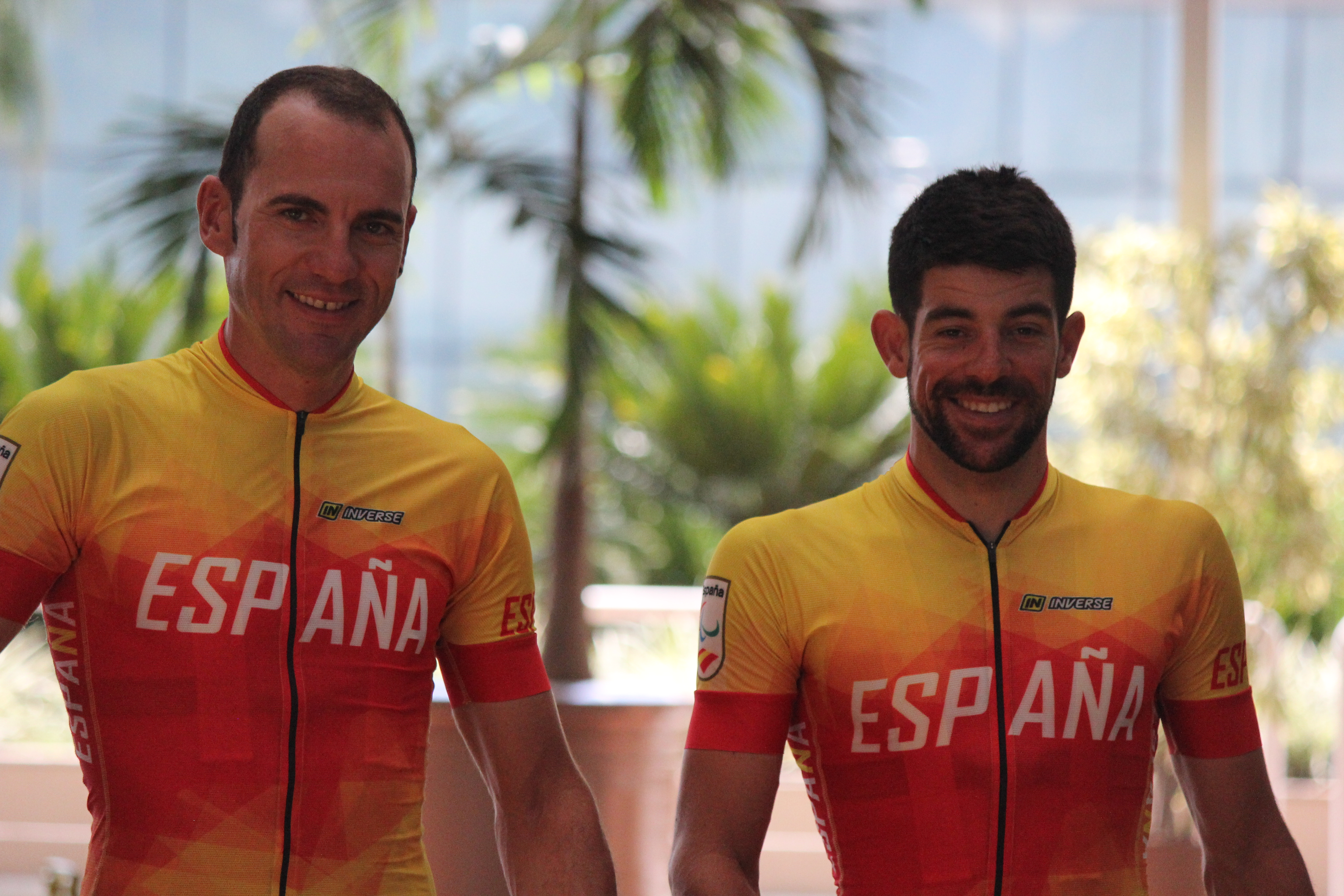
Ignacio e seu ciclista guia, Joan Font.

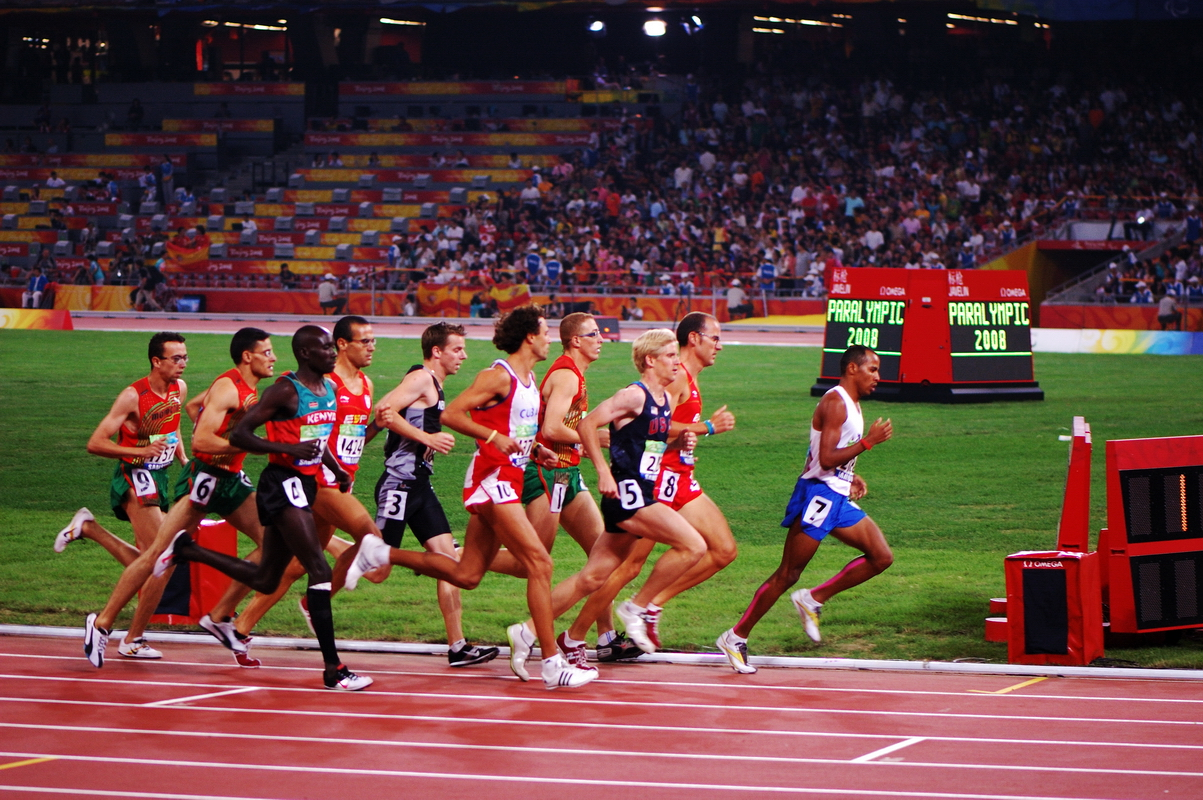
Ignacio Ávila (o número 8) disputando a final da prova dos 1500 metros da classe T13 nos Jogos Paralímpicos de Pequim, em 2008.

Ignacio Ávila (nascido em 19 de janeiro de 1979) é um atleta paralímpico espanhol, natural de Manresa, Barcelona. Já participou dos Jogos Paralímpicos de Sydney 2000, Atenas 2004, Pequim 2008 e Rio 2016.

## Vida pessoal
Ignacio é da região catalã da Espanha e tem deficiência visual.

## Atletismo
Conquistou medalhas no Campeonato Europeu da IBSA, na Grécia. Disputou, em 2011, o Campeonato Mundial, em Christchurch, na Nova Zelândia, conquistando uma medalha. Competindo nos Jogos Mundiais da IBSA no Brasil, faturou uma medalha.

### Paralimpíadas
Disputou os Jogos Paralímpicos de Sydney, em 2000, na Austrália. Lá, ele conquistou a medalha de prata na prova masculina do revezamento 4x400 metros — T13, foi eliminado na primeira rodada dos 200 metros masculinos — T12 e ficou em quarto lugar nos 400 metros masculinos — T12. Também participou dos Jogos Paralímpicos de Atenas 2004, na Grécia, onde faturou a medalha de ouro nos 800 metros masculinos da classe T12. Na mesma ocasião, ficou em quarto lugar nos 400 metros masculinos — T12 e em sexto lugar nos 1500 metros masculinos da classe T13. Já na Paralimpíada de Pequim, em 2008, na República Popular da China, obteve o bronze nos 1500 metros masculinos da classe T13 e disputou a prova dos 800 metros masculinos da classe T12, terminando em quarto lugar.

## Ciclismo

### Paralimpíadas
Competiu com o seu guia, Joan Font, nos Jogos Paralímpicos de 2016, realizados no Rio de Janeiro, no Brasil, onde conquistou a medalha de prata na prova masculina de estrada da — classe C. Também disputou a prova de contrarrelógio, terminando em sétimo lugar, e na perseguição individual de 4 km, onde se classificou para a disputa da medalha de bronze, perdendo contra o holandês Stephen de Vries.